# Siegfried Bracke
Siegfried Bracke (Gant, 21 de febrer de 1953) és un polític flamenc militant del partit polític N-VA. Va ser escollit membre de la Cambra de Representants de Bèlgica el 2010. Abans de la seva carrera política va conrear una llarga trajectòria com a periodista de Vlaamse Radio- en Televisieomroeporganisatie. És partidari de l'orangisme.